# Skręcenie

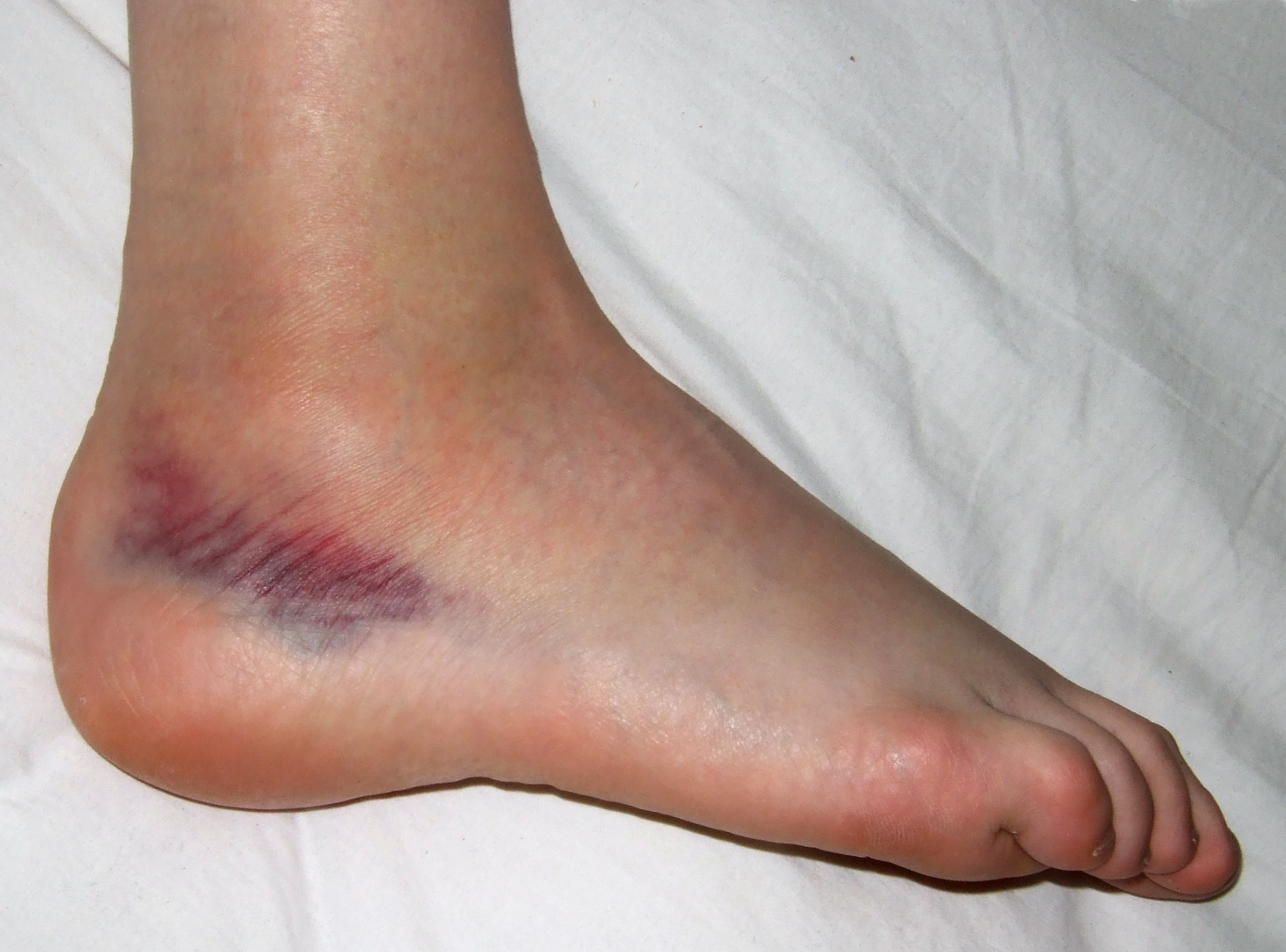
Skręcenie II° w stawie skokowym.

Skręcenie, dystorsja (łac. distorsio) – uraz polegający na przekroczeniu fizjologicznego zakresu ruchu w stawie. Na skutek skręcenia może dojść do uszkodzenia torebki stawowej, więzadeł, chrząstki stawowej, przyczepów ścięgien, a niekiedy także uszkodzenia fragmentów kostnych.

## Podział kliniczny[1]
W zależności od rodzaju uszkodzenia aparatu stawowego wyróżnia się skręcenie:
- I° – naciągnięcie torebki i więzadeł;
- II° – rozerwanie torebki stawowej;
- III° – rozerwanie torebki stawowej i więzadeł;
- IV° – oderwanie więzadeł z fragmentem kostnym (awulsja).

## Objawy
Dominujące objawy skręcenia to:
- ostry ból w okolicy stawu ograniczający jego ruchomość, nasilają go próby wykonania ruchu;
- obrzęk i wylew krwawy w miejscu uszkodzonych włókien torebki stawowej;
- wzmożone ocieplenie skóry w okolicy stawu.

## Rozpoznanie
Skręcenie stawu rozpoznaje się na podstawie badania klinicznego oraz USG. 

## Leczenie
Pierwsza pomoc w skręceniu - unieruchomienie wszystkich kości tworzących staw. Leczenie polega na unieruchomieniu stawu opaską elastyczną lub opatrunkiem gipsowym. Często konieczne jest opróżnienie stawu z krwiaka.